# Casa Agostoni
Casa Agostoni è un edificio di Milano situato in via Ariosto al civico 21.

## Storia e descrizione
Il palazzo fu realizzato nel 1908 su progetto di Alfredo Menni che lo realizzò in uno stile liberty molto sobrio con rimandi alla Secessione viennese e all'eclettismo. Il palazzo presenta una tipica impostazione delle architetture eclettiche milanesi ottocentesche con finestre balconi al primo e al terzo piano e la balconata del piano nobile con decorazioni relativamente sobrie. L'edificio è quindi arricchito con bassorilievi di figure femminili in stile liberty che circondano lo spazio che sormonta il portale d'ingresso, mentre l'intero parte superiore del primo piano è percorsa da una fascia in cemento decorativo con figure fitomorfe: l'ultimo piano è infine coronato con una fascia sempre in cemento decorativo con bassorilievi di figure femminili.